# Методи Андонов
 Тази статия е за българския режисьор.  За македонския политик вижте Методи Андонов-Ченто.  
Методи Георгиев Андонов е български театрален и филмов режисьор.

## Биография
Роден е на 16 март 1932 г. в село Калище, Радомирско. През 1955 г. завършва ВИТИЗ „Кръстьо Сарафов“ в София със специалност театрална режисура, след което работи в Бургаския драматичен театър, а от 1959 г. – в Сатиричния театър в София, където са най-големите му успехи, сред които постановки на „Суматоха“ на Йордан Радичков, „Предложение. Сватба. Юбилей“ на Антон Чехов, „Чичовци“ на Иван Вазов, „Михаил Мишкоед“ на Сава Доброплодни, „Смъртта на Тарелкин“ на Александър Сухово-Кобилин, „Ревизор“ на Николай Гогол. През 1968 г. заснема първия си филм, а през 1970 г. напуска Сатиричния театър и започва да се занимава главно с кино.
Умира на 12 април 1974 г. в София.
На Методи Андонов е наречена улица в квартал „Младост 1“ в София (Карта). Неговото име носи и читалището в родното му село.

## Филмография
- Голямата скука (1973)
- Козият рог (1972), по разказа на Николай Хайтов
- Няма нищо по-хубаво от лошото време (1971), по романа на Богомил Райнов
- Бялата стая (1968)